# Exèrcit Nacional
L'autoanomenat Exèrcit Nacional, i anomenat Exèrcit Franquista pels republicans, és el nom que rep l'exèrcit i combatents favorables al bàndol del general Francisco Franco una vegada es va produir el cop d'estat militar el juliol de 1936 contra el govern de la Segona República que va donar lloc a la Guerra Civil espanyola (1936-1939).
L'organització i estructura de l'Exèrcit Franquista responia a la jerarquia militar, identificada ideològicament amb el feixisme. En contraposició, el bàndol republicà defensava la República davant l'autoritarisme a través d'idees d'esquerres on s'encabien tots aquells grups que s'oposaven a la doctrina militar, feixista i de marcat caràcter catòlic del general Franco. Comunistes, anarquistes i sindicalistes són alguns dels grups més actius en la lluita contra el bàndol franquista. El militarisme de les tropes franquistes es va consolidar en el poder una vegada la Guerra Civil va arribar a la seva fi envaint totes les esferes de la societat.

## Denominació
La denominació utilitzada fou Exèrcit Nacional i posteriorment Exèrcit d'Ocupació. També es conegué com a Exèrcit Espanyol o Exèrcit Franquista.

## Història
El cop d'estat va ser organitzat pel general Emilio Mola. El pla consistia a fer una acció ràpida i contundent a partir de l'organització de diversos aixecaments simultanis al llarg del territori que acabarien amb José Sanjurjo al capdavant de l'estat. El cop d'estat va fallar i va significar el començament de la Guerra Civil espanyola. Sanjurjo va morir en un accident d'avió quan es traslladava a la zona que controlava l'exèrcit el 20 de juliol, 3 dies després del cop d'estat. En la zona que controlava l'Exèrcit Nacional es va implantar la Junta de Defensa Nacional que assumia tots els poders de l'estat. Aquest organisme va durar dos mesos, ja que el 29 de setembre de 1936 se li van atorgar tots els poders a Francisco Franco.
L'Exèrcit Nacional estava recolzat per l'exèrcit, la Guàrdia Civil, milícies carlistes, falangistes i unitats enviades des de l'Alemanya nazi de Hitler i la Itàlia feixista de Mussolini, entre d'altres. A més, comptaven amb un important conjunt de grups, partits i institucions favorables a la victòria franquista, com podien ser Falange Española, els carlistes, Renovación 'Española, gran part dels votants de la Confederació Espanyola de Dretes Autònomes (CEDA), la Liga Regionalista i altres grups conservadors. Les classes adinerades, que van veure perillar la seva posició amb l'auge de Frente Popular també es van alinear majoritàriament amb el bàndol nacional. L'Església Catòlica va ser un dels grans aliats del franquisme i va tenir un paper protagonista en el desenvolupament del nou estat. Grans i petits propietaris, temorosos a una revolució proletària i gent de grans conviccions religioses es van decantar també en favor de l'exèrcit franquista.

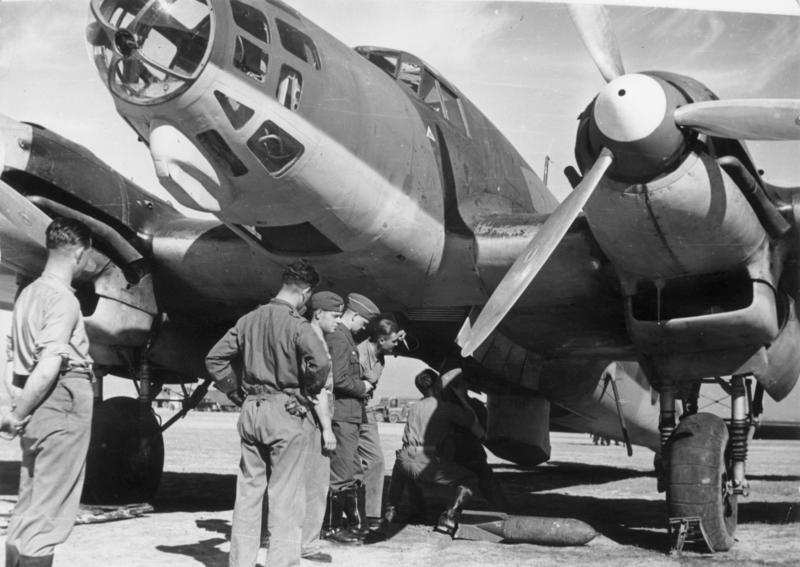
Dels arxius federals alemanys aquesta foto sota el títol "Espanya, avió de la legió Còndor" i la descripció "les tropes feixistes d'intervenció alemanyes donen suport al cop d'estat de Franco 1936-1939 contra la República democràtica espanyola".

Per guanyar la guerra, l'Exèrcit Nacional va tenir l'important suport dels dos grans estats feixistes d'Europa. Tant Hitler com Mussolini van subministrar armes al bàndol nacional, així com van contribuir amb la Legió Còndor alemanya i el Corpo di Truppe Volontarie italià. El dictador portuguès Salazar, també va tenir el seu paper important, sobretot en els inicis de la guerra, quan va permetre als colpistes utilitzar les seves carreteres per facilitar les seves comunicacions. De menor importància, també van arribar destacaments de grups d'ultradreta des d'Irlanda i França entre altres països, així com gent vinguda del Marroc.
La millor organització militar, la forta disciplina en les seves tropes i un armament superior va anar decantant la balança en favor dels franquistes que van acabar guanyant la guerra l'1 d'abril de 1939, moment en què es va iniciar una dictadura totalitària i feixista que es va prolongar fins a la mort del dictador el 20 de novembre de 1975.